# 城戸陽二
城戸 陽二（きど ようじ、1967年4月6日 - ）は、日本の政治家。新潟県妙高市長（1期）。

## 概要
新潟県中頸城郡妙高高原町（現・妙高市）出身。千葉大学法経学部法学科卒業後、1990年4月に同町役場に入庁。2005年4月、市町村合併に伴い妙高市役所入庁。2012年4月から危機管理室長、2016年4月からスキー国体推進室長、2019年4月から観光商工課長を務めた。
2022年6月10日、市に退職届を提出し、7月12日には同年10月の妙高市長選挙への立候補を表明。市長選では現職の入村明市政の継承を掲げ、自由民主党・公明党の県組織や連合新潟の推薦を受けた城戸が、新人で前市議の宮澤一照を約3,400票差で破り初当選した。
※当日有権者数：26,143人 最終投票率：62.86%（前回比：+0.25pts）
| 候補者名 | 年齢 | 所属党派 | 新旧別 | 得票数  | 得票率 | 推薦・支持 |
| -------- | ---- | -------- | ------ | ------- | ------ | ---------- |
| 城戸陽二 | 55   | 無所属   | 新     | 9,844票 | 60.4%  |            |
| 宮沢一照 | 56   | 無所属   | 新     | 6,444票 | 39.6%  |            |

## 政策
市長選では入村市政下で計画が進められた、17億5千万円の本体工事費がかかる見通しの市役所近くの「新図書館等複合施設」建設について、「将来を支える子どもたちのために必要な施設だ」として推進を訴えた他、中学校までの給食費の完全無料化などを掲げた。

## 人物
趣味は夫婦での旅行。愛読書は「論語」と内田康夫の旅情ミステリー。